# Calliergon pseudomontanum
Calliergon pseudomontanum là một loài rêu trong họ Amblystegiaceae. Loài này được Kindb. Kindb. mô tả khoa học đầu tiên năm 1897.